# はしだて (列車)
はしだては、西日本旅客鉄道（JR西日本）・WILLER TRAINS（京都丹後鉄道）が、京都駅・福知山駅 - 宮津駅・天橋立駅・夕日ヶ浦木津温泉駅間を山陰本線（嵯峨野線）・宮福線・宮津線（宮豊線）経由で運行する特別急行列車である。一部の列車は快速列車として豊岡駅まで直通する。
北近畿ビッグXネットワークを形成する列車のひとつである。イメージカラーは赤色（■）で、走行路線のひとつである京都丹後鉄道宮福線沿線に聳え立つ大江山の鬼伝説に登場する「赤鬼」にちなんでいる。

## 概要
京都駅および亀岡駅などの京都府中部の各停車駅と京都府北部の各地域（中丹・丹後）を結んでおり、福知山市・宮津市などとの連絡を成している。
現在の特急「はしだて」は1996年（平成8年）3月16日に山陰本線園部駅 - 福知山駅間および福知山駅 - 宮津駅 - 天橋立駅間が電化されたことにより気動車列車であった特急「あさしお」と急行「丹後」を統合して電車特急化され、183系電車を使用して運転を開始した。基本的に京都駅 - 天橋立駅間で運転されていたが、2011年（平成23年）3月12日のダイヤ改正で「タンゴディスカバリー」の一部が編入され、豊岡方面へも乗り入れるようになった。

### 列車名の由来
「はしだて」の名称は日本三景のひとつで宮津市に所在する砂州「天橋立」が由来となっている。この名称は1965年（昭和40年）より1968年（昭和43年）まで大阪駅 - 天橋立駅間を福知山線・山陰本線・宮津線経由で運行する準急列車に使用されたのが初出とされる。この列車は1966年（昭和41年）に急行となり、1968年（昭和43年）に急行「丹波（現在のきのさき）」に吸収されている。この列車の運転系統を踏襲している列車として比較的近いものに特急「文殊」「タンゴディスカバリー」が相当する（こうのとり (列車)の項目も参照）。
その後「はしだて」の名は1982年（昭和457年）から1992年（平成4年）まで福井駅 - 天橋立駅間を小浜線・宮津線経由で運行する急行に使用されていた（「わかさ (列車)」を参照）。

## 運行概況
2025年（令和6年）3月15日現在、京都駅 - 宮津駅間で下り1本（9号）、京都駅 - 天橋立駅間で下り3本（1・3・7号）・上り2本（4・6号）、京都駅 - 夕日ヶ浦木津温泉駅間で下り1本（5号）・上り2本（2・8号） 、福知山駅 - 天橋立駅間で上り1本（10号）の計5往復が運行されている。うち天橋立駅発福知山行き（10号）を除く計9本は、京都駅 - 綾部駅間は東舞鶴駅発着の特急「まいづる」と連結して運転されている。なお天橋立発福知山行き（10号）は、金曜日・土曜日・休日を中心とした指定日には臨時列車として京都駅まで延長運転する。
宮福線と宮津線（宮豊線）にまたがって運転するため、京都発宮津行き（9号）を除き、宮津駅でスイッチバックして列車の進行方向が変わる。
夕日ヶ浦木津温泉駅発着の列車は、夕日ヶ浦木津温泉駅 - 豊岡駅間を快速列車として直通運転を行う。また京都発宮津行き（9号）は宮津駅到着後、西舞鶴駅まで普通列車として直通する。
天橋立駅を始発・終着とする列車は宮津駅および天橋立駅における豊岡駅発着の普通列車との接続を考慮したダイヤが組まれている。また、全列車が途中の福知山駅で大阪方面・城崎温泉方面の特急「こうのとり」と接続しており、乗り継ぎの便宜が図られている。
京都駅 - 福知山駅間で交通系ICカード「ICOCA」が利用できる。
列車番号は「5080+号数」に天橋立駅発着列車はMを、宮津駅・豊岡駅発着列車はDを付ける。夕日ヶ浦木津温泉駅 - 豊岡駅間の快速区間は「1680+号数」Dである。

### 停車駅
京都駅 - 二条駅 - 亀岡駅 - 園部駅 - 綾部駅 - 福知山駅 - 大江駅 - 宮津駅 - 天橋立駅 - 与謝野駅 - 京丹後大宮駅 - 峰山駅 - 網野駅 - 夕日ヶ浦木津温泉駅（ - 久美浜駅 - 豊岡駅）
- 夕日ヶ浦木津温泉駅 - 豊岡駅間は快速列車として直通運転する。
- 2015年（平成27年）頃までは、海水浴シーズン等に、小天橋（旧：丹後神野）駅に豊岡駅発着の1往復が臨時停車していた。
- 2023年（令和5年）10月23日 - 12月10日の土休日、2024年（令和6年）3月23日 - 4月7日の土休日、9月14日 - 9月16日と9月21日 - 9月23日、10月5日 - 12月8日の土休日、2025年（令和7年）3月20日 - 4月13日の土休日（予定）には、下り3号と上り4・6号が、嵯峨野線混雑緩和の一環として嵯峨嵐山駅に臨時停車した[4][5][6][7][8]。

### 使用車両・編成
天橋立駅発着の3往復にはJR西日本吹田総合車両所福知山支所（旧：福知山電車区）所属の287系電車が、宮津駅・夕日ヶ浦木津温泉駅発着の2往復には京都丹後鉄道所属のKTR8000形気動車が使用されている。
それぞれの車両の編成は以下の通り。2022年（令和4年）3月のダイヤ改正以降は全車指定席となっている。
287系電車
2011年（平成23年）3月12日のダイヤ改正よりより投入された。
2024年（令和6年）3月16日時点では、天橋立駅を発着とする全列車（下り1・3・7号、上り4・6・10号）に充当されている。通常は4両編成で運転され、10号のみ繁忙期に7両編成で運転することがある。なおその場合でも丹鉄線内の停車駅はホーム長さが4両分しかないため、増結する5 - 7号車は京都駅 - 福知山駅間での運転となり、福知山駅で増解結が行われる。
運用開始から2016年（平成28年）3月25日までは「まいづる」を併結する1往復のみの充当であったが、翌日2016年（平成28年）3月26日のダイヤ改正から単独運転の列車にも充当されるようになり、以後2018年（平成30年）3月16日まで電車で運行される全ての列車に充当されていた。その後1往復に289系も加わったが、2021年（令和3年）3月13日からは再び287系のみが「はしだて」で運用されている。
KTR8000形気動車
「はしだて」としては、「タンゴディスカバリー」から編入されて2011年（平成23年）3月12日より投入された。
2024年（令和6年）3月16日時点では、宮津駅・夕日ヶ浦木津温泉駅発着の2往復（下り5・9号、上り2・8号）に充当されている。この車両で運用される列車は、運転開始当初より全列車が京都 - 綾部間で「まいづる」を併結する。通常は2両編成だが、4両編成に増結して運転することがある。

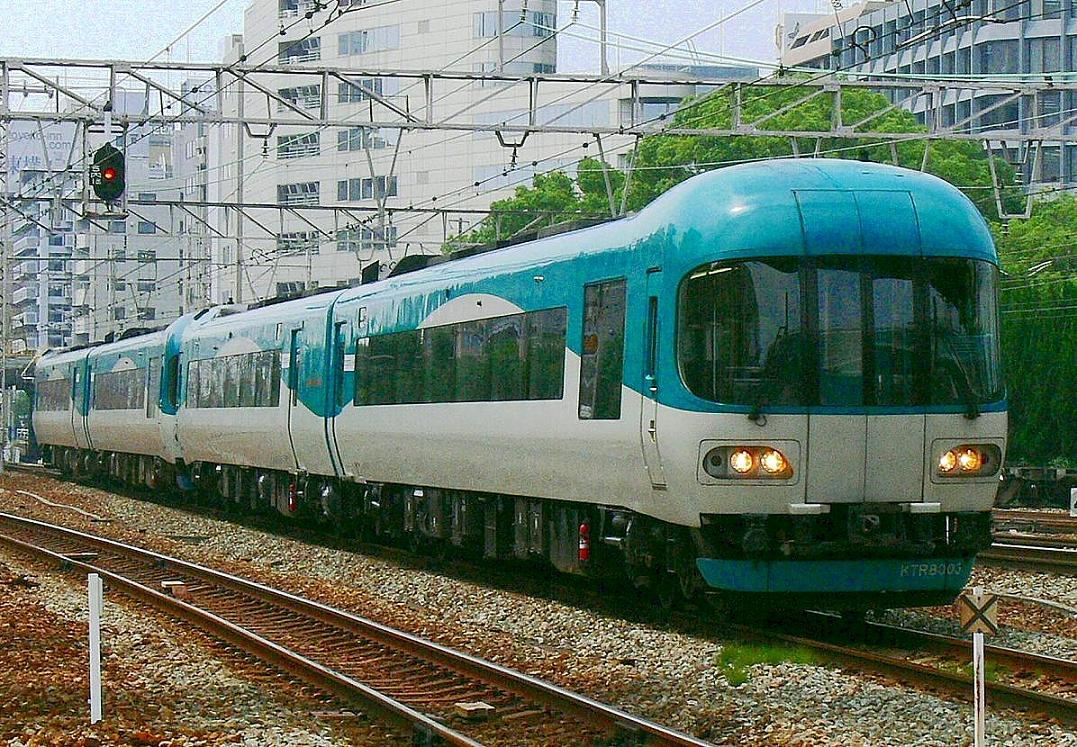
KTR8000形（リニューアル前）
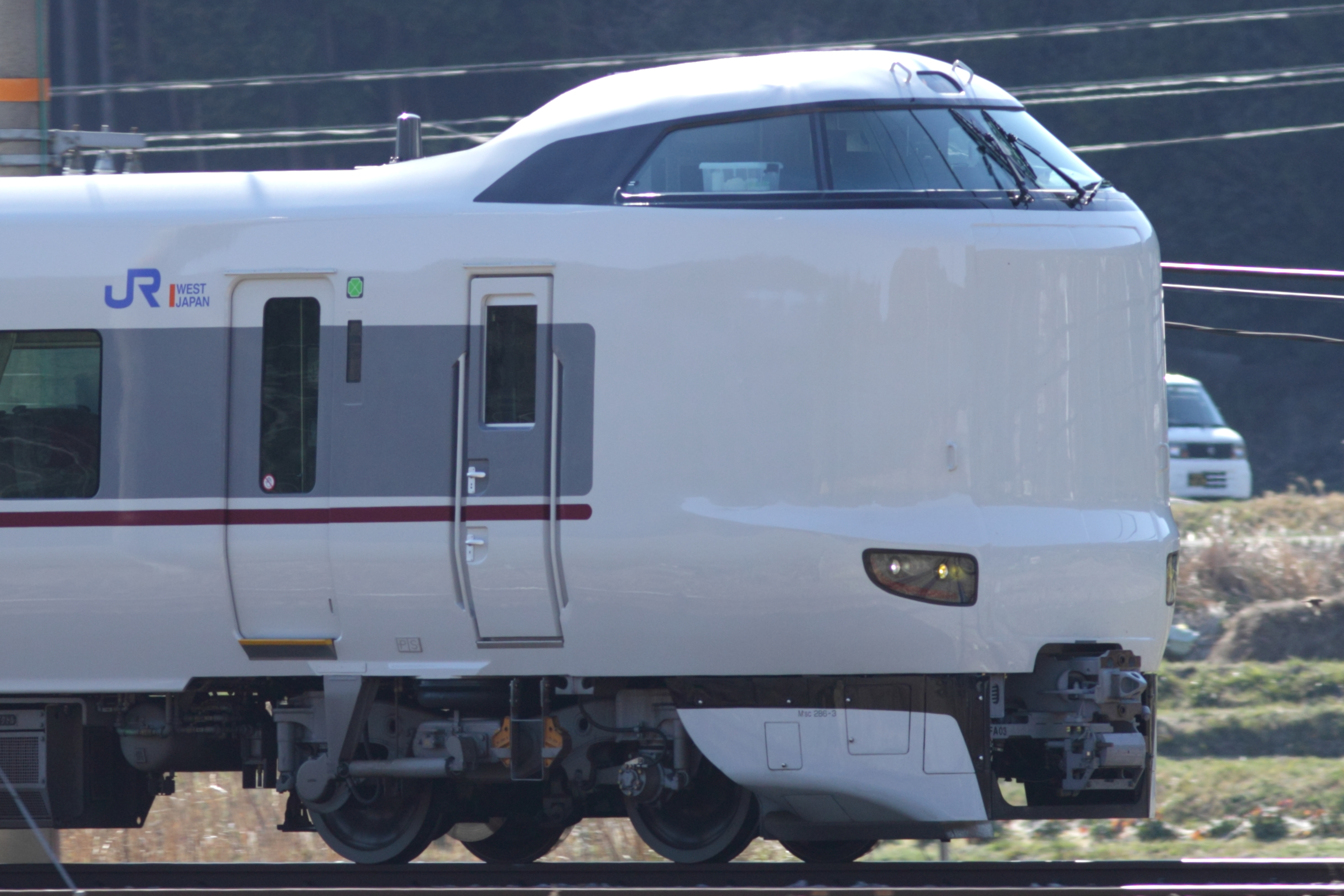
287系

#### 過去の使用車両
183系電車
2013年（平成25年）3月までは、福知山電車区に所属する183系電車も使用されていた。2003年（平成15年）以降の編成は以下の通りに分類され、2011年（平成23年）からはB編成のみが引き続き使用された。
G編成→B編成
1986年（昭和61年）に「北近畿」が運転を開始した際に投入された485系から交流設備を撤去して直流化改造し、183系に編入したものである。当初は普通車のみの編成でグリーン車は連結されていなかったが、直後に先頭車を半室グリーン車（クロハ481形）に改造しており、国鉄分割民営化までに全編成の改造を完了している。なお、通常は4両編成だが、繁忙期は6両に増結されて運転された。
BB編成
特急「雷鳥」に使用されていた485系を183系化した編成。2009年（平成21年）12月1日から2010年（平成22年）3月12日まで使用された。「雷鳥」当時から塗装は変更されておらず、JR西日本の183系では唯一純粋な国鉄色を纏っていた。
T編成→A編成・C編成
1996年（平成8年）に「きのさき」「はしだて」「文殊」「たんば」が設定されたことに伴い、追加投入された485系の直流化改造車両。A編成は使用開始当初から全室グリーン車（クロ183形）を連結していた。塗装はJR西日本オリジナルのものが施されていた。287系および381系の投入により運用を終了した。
381系電車
特急「くろしお」への287系投入により余剰となった車両を国鉄特急色に塗装変更し転用したもの。2013年（平成25年）3月16日より、天橋立駅発着列車のうち、単独運転の列車（1・6・7・10号）に充当された。なお、通常は4両編成だが、繁忙期は6両に増結される場合があった。
289系の投入に伴い、2015年（平成27年）10月30日をもって運用から離脱した。
289系電車
2015年（平成27年）10月31日より使用。特急「しらさぎ」で運用されていた683系2000番台を、直流専用化のうえ改番して投入された。
2018年（平成30年）3月のダイヤ改正より1往復（7・10号）に充当されていた。通常は4両編成だが、繁忙期には7両編成での運転となる。なお、7両編成で運転される場合、増結した5 - 7号車は京都駅 - 福知山駅間での連結となる。
運用開始当初はそれまで充当されていた381系のダイヤをそのまま引き継ぐ形で、天橋立駅発着列車のうち単独運転の2往復（1・6・7・10号）に充当されていた。その後2016年（平成28年）3月26日のダイヤ改正で運用から離脱したが、2018年（平成30年）3月17日のダイヤ改正で1往復で運用が復活した。その後2021年（令和3年）3月13日のダイヤ改正で再び運用が無くなった。

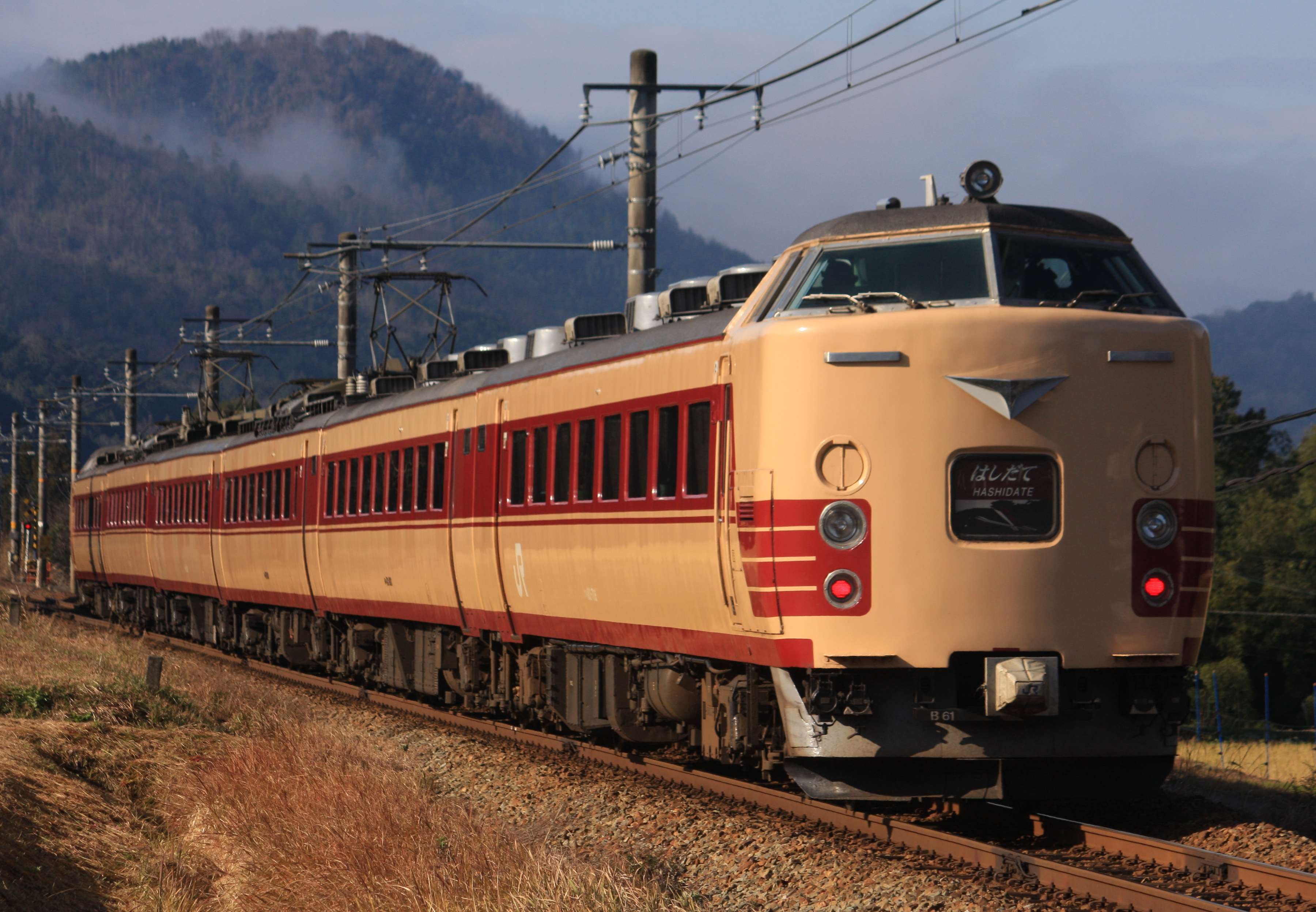
183系
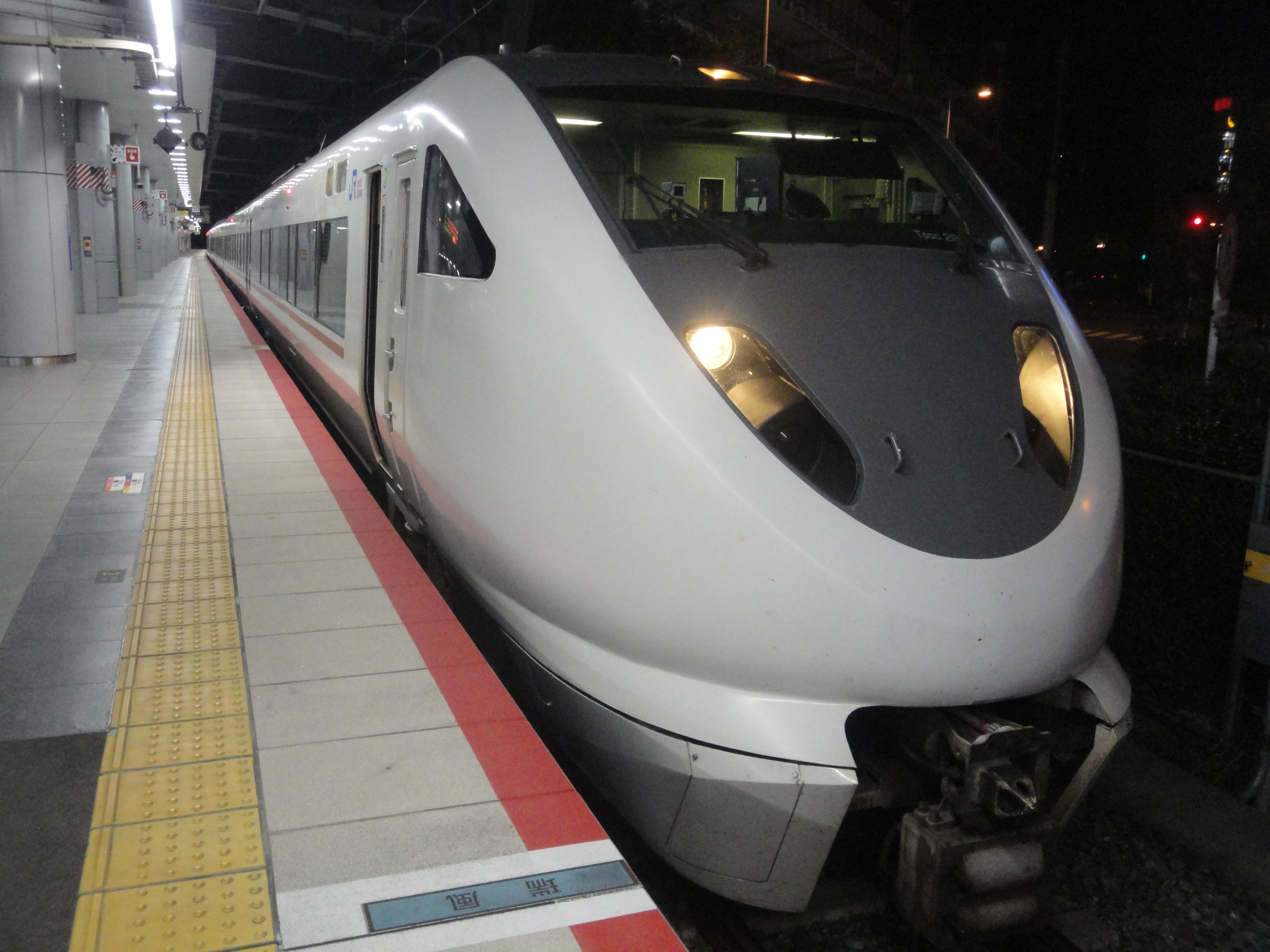
289系

## 沿革

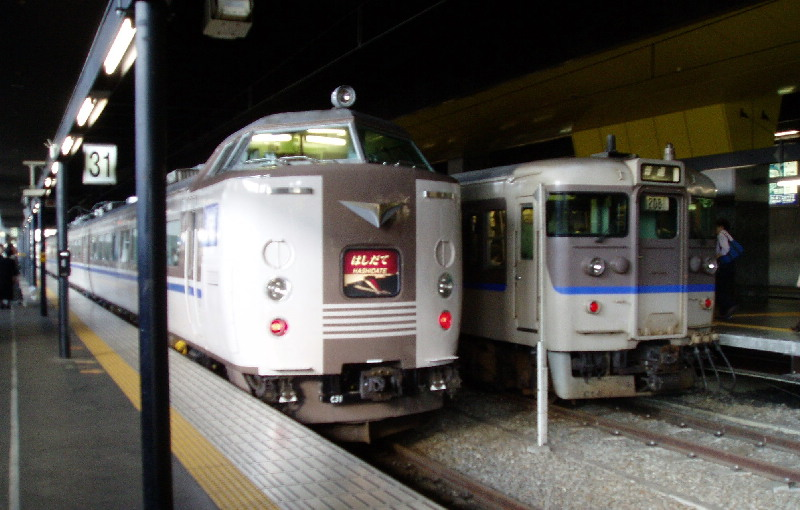
左：特急「はしだて」
（2005年9月 京都駅）

- 1996年（平成8年）3月16日：西日本旅客鉄道（JR西日本）山陰本線の園部駅 - 綾部駅間、北近畿タンゴ鉄道（KTR）の宮福線全線および宮津線の宮津駅 - 天橋立駅間が電化開業し、京都駅 - 天橋立駅間で183系電車による特急「はしだて」が4往復運転開始。
  - 急行「丹後」廃止により、特急「タンゴエクスプローラー」以外の舞鶴線内における代替列車（途中3駅は通過）は、快速「舞鶴リレー号」か、綾部駅 - 西舞鶴駅間を快速として運転する特急「タンゴディスカバリー」（西舞鶴駅で東舞鶴駅までの区間列車と接続）に代替され、それらによって京都 - 舞鶴間の速達輸送を舞鶴線電化までまかなった。
- 2003年（平成15年）10月1日：「はしだて」のうち下り2本が「まいづる」との連結運転になる。
- 2007年（平成19年）3月18日：全車禁煙になる[19]。
- 2011年（平成23年）
  - 3月12日：ダイヤ改正により次のように変更[20]。
    1. 「タンゴディスカバリー」の一部が編入され、京都駅 - 宮津駅間下り1本、京都駅 - 天橋立駅間3往復、京都駅 - 豊岡駅間下り1本・上り2本、計5往復になる。
    2. 宮津駅・豊岡駅発着列車は「タンゴディスカバリー」時代と同様にKTR8000形で運転。
    3. 天橋立駅発着列車の1往復に287系を投入。

  - 4月2日 - 4月7日：東北地方太平洋沖地震（東日本大震災）の影響で車両保守部品が不足したことにより、183系で運転されていた「はしだて」の全列車が4両編成で運転[21][22]。
- 2013年（平成25年）3月16日：ダイヤ改正で、183系が381系に置き換えられ、全車運用終了[23]。
- 2015年（平成27年）
  - 4月1日：北近畿タンゴ鉄道が、運行事業をWILLER ALLIANCEの子会社であるWILLER TRAINS（京都丹後鉄道）に移譲[24]。宮福線・宮津線は京都丹後鉄道が第二種鉄道事業者、北近畿タンゴ鉄道が第三種鉄道事業者となり、上下分離方式での運行となる。
  - 4月28日：約1ヶ月前のダイヤ改正（3月14日）において北陸特急「しらさぎ」の運用から外れた683系2000番台を直流化した289系による、381系全車置き換え・廃止が発表[25]。
  - 10月31日: 上下4本を289系にて運行開始[26]。381系が運用離脱。
- 2016年（平成28年）3月26日：289系が運用から撤退。
- 2018年（平成30年）3月17日：289系による運用が復活。
- 2021年（令和3年）3月13日：289系が運用から再度撤退。新型コロナウイルス感染症の流行に伴い、下り3・7号と上り4・10号の運転を取りやめる（ただし同年12月1日 - 2022年（令和4年）1月5日（10号以外は2022年（令和4年）1月31日まで）については運転）。
- 2022年（令和4年）3月12日：ダイヤ改正で全車指定席化[11][12][13]。新たに上り10号が週末中心（金曜日・土曜日・休日）として運転する列車となる[12][13][27]（天橋立駅 - 福知山駅間は毎日運転[13][27]）。新型コロナウイルス感染症の流行に伴い、4号と金曜日・土曜日・休日を中心とする10号の運転を当面の間は取りやめる（同年7月1日以降は運転）。
- 2025年（令和7年）3月15日：ダイヤ改正により、久美浜駅発着列車（下り5号、上り2・8号）を夕日ヶ浦木津温泉駅発着に変更[28][29]。夕日ヶ浦木津温泉駅 - 豊岡駅間を快速列車として直通運転する[28][29]。